# The Spanish Recordings: Asturias
The spanish recordings: Asturias es una recopilación de canciones grabadas por Alan Lomax y Jeanette Bell en Asturias, de la serie The Spanish Recordings agrupadas posteriormente como recopilación en el disco World library of folk and primitive music vol. 4: Spain. Con grabaciones de distintas partes de Asturias. La colección completa de las grabaciones asturianas se publicó en 2010 bajo licencia del sello "Oddissey Records", en una colaboración conjunta del "Muséu del pueblu d'Asturies" y la "Association for Cultural Equity" con el patrocinio de la Fundación de Cultura del ayuntamiento de Gijón.

## Listado de canciones
1. "¡Ai!, Un Galán D'esta Villa". 5:13. Interpretado por: Joaquina Moro Lagar y grupo: voz, baile.
2. "Danza De San Pedro O Sampedraes". 7:02. Interpretado por: Joaquina Moro Lagar y grupo: voz, baile.
3. "Los Caranquiños". 1:43. Interpretado por: Joaquina Moro Lagar y grupo: voz, baile.
4. "Señor San Pedro". 2:46. Interpretado por: Joaquina Moro Lagar y grupo: voz.
5. "La Casa Del Señor Cura". 0:29. Interpretado por: Joaquina Moro Lagar y grupo: voz.
6. "Dale La Vuelta, Pepe". 0:41. Interpretado por: Joaquina Moro Lagar y grupo: voz.
7. "Les Barandielles Del Puente". 0:57. Florinda Suárez, "Flora la del Ramonzón": voz.
8. "Caminito Del Puerto". 0:46. Florinda Suárez, "Flora la del Ramonzón": voz.
9. "A Dónde Vas A Dar Agua". 3:07. Hombre no identificado: voz.
10. "Una Tarde De Verano". 1:19. Catorce mozas no identificadas: voz, baile.
11. "En Salamanca". 1:00. Catorce mozas no identificadas: voz, baile.
12. "De Cataluña Vengo". 0:46. Catorce mozas no identificadas: voz, baile.
13. "A La Salida Del Sella". 2:53. Justino García Rodríguez: voz. Enrique Nosti "Enrique'l Marcenao": gaita asturiana.
14. "Corri-Corri". 2:10. Carmen Prieto, María Teresa Martínez, Josefa Moradiellos Cifuentes, Leonor Cuervo, Aurelia de Caso Rodríguez, Fernanda Ardines García, Trinidad Gutiérrez,  Ángela  Mestas  López,  Dolores  Antón  Niembro:  voz, baile,  tamboril  y  tres panderetas.
15. "Para Empezar A Cantar". 2:04. Carmen Prieto: voz, tambor. María Teresa Martínez: voz, pandereta.
16. "Da La Vuelta, Majo (Gallegada)". 1:54. Carmen Prieto: voz, tambor. María Teresa Martínez: voz, pandereta.
17. "Ea, Ea (Añada)". 1:19. Dolores Antón: voz y pandereta.
18. "La Buena Pro". 0:51. Dolores Antón y tres mujeres no identificadas: voz y pandereta.
19. "Gerineldo". 1:31. Carmen Prieto: voz.
20. "Mambrón Se Fue A La Guerra". 0:49. Carmen Prieto: voz.
21. "Sevillano Es Manuel". 0:39. Teresa Martínez con otras mujeres no identificadas: voz.
22. "Santa María". 0:26. Teresa Martínez: voz.
23. "La Cabraliega". 0:13. Teresa Martínez: voz.
24. "Soy Pastor". 2:15. Julio Matías: voz / vocals.
25. "Caminito De La Fuente (I)". 1:38. Dolores Antón: voz.
26. "Caminito De La Fuente (II)". 1:59. Manuel Otero: voz.
27. "José Es Carpintero + Mázate, Vejigu". 1:26. Aurelia de Caso Rodríguez: voz, odre.
28. "H.oguera". 2:20. Aurelia de Caso Rodríguez: voz, odre.
29. "Dicen Que Los Pastores (Gallegada)". 1:10. Tres mujeres no indentificadas: voz, panderetas.
30. "Ramu a los Santos Justo y Pastor". 1:31. María Caridad Romano, Salvadora Concha Fernández, Obdulia Martínez, Rosa Martínez Fernández, Benita Haces, Pilar Fernández Sordo (madre de Salvadora), Edelmira Villar y su sobrina Cristina Villar: voz. Salvadora Concha Fernández: tambor.
31. "La Reverencia". 1:29. María Caridad Romano, Salvadora Concha Fernández, Obdulia Martínez, Rosa Martínez Fernández, Benita Haces, Pilar Fernández Sordo (madre de Salvadora), Edelmira Villar y su sobrina Cristina Villar: voz. Salvadora Concha Fernández: tambor.
32. "Remate or Despedida". 1:04. María Caridad Romano, Salvadora Concha Fernández, Obdulia Martínez, Rosa Martínez Fernández, Benita Haces, Pilar Fernández Sordo (madre de Salvadora), Edelmira Villar y su sobrina Cristina Villar: voz. Salvadora Concha Fernández: tambor.
33. "Danza De San Justo". 1:37. María Caridad Romano, Salvadora Concha Fernández, Obdulia Martínez, Rosa Martínez Fernández, Benita Haces, Pilar Fernández Sordo (madre de Salvadora), Edelmira Villar y su sobrina Cristina Villar: voz. Salvadora Concha Fernández: tambor.
34. "¿Dónde Vas A Dar Agua?". 1:48. Dos mujeres sin identificar (Alan Lomax apunta: “Dos tías de Luis Manuel”): voz.
35. "De La Mar Salen Los Ríos". 1:14. Mujeres sin identificar: voz.
36. "Cuando Pasé Por Tu Calle". 0:40. Mujeres sin identificar: voz.
37. "Déjame Subir Al Carro". 1:06. Mujeres sin identificar: voz.
38. "Soi De Pravia". 1:31. Mujer sin identificar: voz.
39. "El Pericote". 3:27. Seis mujeres sin identificar: voz, tambor y castañuelas.
40. "Gloriosa Santa Marina". 1:29. Seis mujeres y un hombre sin identificar: voz.
41. "¿Dónde Vas A Por Agua?". 1:16. Seis mujeres sin identificar: voz.
42. "Enamorar". 1:27. Seis mujeres sin identificar: voz,
43. "Al Olivo". 1:38. Seis mujeres sin identificar: voz,
44. "Por Una Triste Peineta". 0:50. Seis mujeres sin identificar: voz,
45. "Tú Dices Que Por Un Real". 2:26. Balbina Gayo: voz y pandereta. Carmen Ardura: voz y payel.la. Julia Segurola: castañuelas.
46. "Salir Mozas A Bailar". 2:04. Balbina Gayo: voz y pandereta. Carmen Ardura: voz y payel.la. Julia Segurola: castañuelas.
47. "De Los Tres Colores, Madre". 2:12. Balbina Gayo: voz y pandereta. Carmen Ardura: voz y payel.la. Julia Segurola: castañuelas.
48. "Vaqueirina, Toi Sediento". 1:52. Balbina Gayo: voz y pandereta. Carmen Ardura: voz y payel.la. Julia Segurola: castañuelas.
49. "Llamásteme Parolera". 1:43. Balbina Gayo, Carmen Ardura, Julia Segurola: voces, pandereta.
50. "No Quiero Que'l Sol Se Anuble". 1:01. Balbina Gayo: voz.
51. "Tú Me Regalaste Un Queiso". 0:35. Balbina Gayo, Julia Segurola: voz.
52. "Vamos A Hacer Una Danza". 1:03. Balbina Gayo: voz.
53. "Las Ovejas Son Blancas". 0:15. Balbina Gayo: voz.
54. "Cuando Curiaba Las Cabras". 0:46. Carmen Ardura: voz.
55. "Cuando Salen Los Cabras". 0:14. Carmen Ardura: voz.
56. "Ven Acá, Amante Del Alma". 0:36. Rogelia Gayo: voz.
57. "Vieno L'aire Por Cezures". 0:59. Rogelia Gayo: voz, pandereta.
58. "Este Pandero Que Toco". 2:31. Balbina Gayo: voz y pandereta. Carmen Ardura: voz y payel.la. Julia Segurola: castañuelas.
59. "Yo Tenía Un Gallo Inglés". 2:47. Balbina Gayo: voz y pandereta. Carmen Ardura: voz y payel.la. Julia Segurola: castañuelas.
60. "Da La Vuelta, María". 1:06. Benigno Berdasco Gayo "El Penu": voz.
61. "Vaqueirina, Vaqueira". 0:26. Benigno Berdasco Gayo "El Penu": voz.
62. "Tende'l Pañuelo Nel Prado". 2:16. Benigno Berdasco Gayo "El Penu": voz.
63. "Jota Tocada Con Trompa". 1:32. Eustaquio Vigil: arpa de boca.
64. "Tú Que Sos De La Peral". 1:06.  Eustaquio Vigil: voz, repiqueteos con las manos en la guitarra de Alan Lomax para imitar el sonido del pandeiru. Honorina Riesgo "Norina la Sierra": bandeja y llave imitando la payel.la.
65. "Báilalo Menodito". 1:28. Honorina Riesgo "Norina la Sierra": voz, payel.la. Hombre no identificado: repiqueteos con las manos en la guitarra de Alan Lomax, para imitar el sonido del pandeiru.
66. "Don Antonio Está Malo". 2:27. Honorina Riesgo "Norina la Sierra": voz, payel.la. Hombre no identificado: repiqueteos con las manos en la guitarra de Alan Lomax, para imitar el sonido del pandeiru.
67. "Vaqueirina De Xunqueras". 0:34. Argimiro Riesgo "El Barru": voz.
68. "Asiéntate Aquí Al Altu". 0:26. Argimiro Riesgo "El Barru": voz.
69. "Vaqueirina, Vaqueira". 0:24. Argimiro Riesgo "El Barru": voz.
70. "Salga La Geringosa". 1:03. Honorina Riesgo "Norina la Sierra": voz, payel.la. Hombre no identificado: repiqueteos con las manos en la guitarra de Alan Lomax, para imitar el sonido del pandeiru.
71. "Mándanme Cantar La Jota". 1:43. Honorina Riesgo "Norina la Sierra": voz, payel.la. Hombre no identificado: repiqueteos con las manos en la guitarra de Alan Lomax, para imitar el sonido del pandeiru.
72. "Santa L.Lucía Bendita". 1:22. Argimiro Riesgo, Honorina Riesgo: voz.
73. "Soy Del Hoyo". 1:28. Juan Uría Ríu: voz.
74. "Vaqueirina, Vaqueirina (Vaqueiras)". 0:37. Juan Uría Ríu: voz.
75. "Mocines De La Peral (Vaqueiras)". 0:41. Juan Uría Ríu: voz.
76. "Tengo Lus Güechus Hinchadus". 0:52. Juan Uría Ríu: voz.
77. "Amante Mío Del Alma". 0:42. Juan Uría Ríu: voz.
78. "Medio La Mar". 0:31. Juan Uría Ríu: voz.
79. "Por La Sierra De Bembibre (El Mozo Arriero Y Los Siete Ladrones)". 0:59. Juan Uría Ríu: voz.
80. "En Picando Y En Forando". 1:21. Carlos Fernández Solís "Carlitos el de Murias": voz.
81. "Cabrúñame La Gadaña". 1:15. Carlos Fernández Solís "Carlitos el de Murias": voz.
82. "Para Picos Altos, Coaña". 1:42. Carlos Fernández Solís "Carlitos el de Murias": voz.
83. "Adiós La Mio Vaca Pinta". 3:01. Carlos Fernández Solís "Carlitos el de Murias": voz.
84. "To Madre Reburdia Y Riñe". 1:21. Carlos Fernández Solís "Carlitos el de Murias": voz.
85. "Calle La Del Rivero". 1:14. Un hombre y una mujer no identificados: voz.
86. "Segaor Que Siegas Yerba". 1:15. Mujer de Carlos Fernández Solís: voz.
87. "El Puente De Valdesoto". 2:03. Carlos Fernández Solís "Carlitos el de Murias": voz.
88. "Yá Nun Soy Marineru". 1:30. José González "El Presi": voz.
89. "Non Recuento Les Oveyes". 1:38. José González "El Presi": voz.
90. "Madre, Yo Quiero A Un Mineru". 0:43. José González "El Presi": voz.
91. "Los Mineros De El Fondón". 1:04. José González "El Presi": voz.
92. "Non Quiero Casa Caída". 1:13. José González "El Presi": voz.
93. "Al Saltar El Senderu". 0:47. José González "El Presi": voz.
94. "Qué Bien Paez Un Carreru". 0:59. José González "El Presi": voz.
95. "Los Carrosmateros". 2:25. Gabriel López: voz.
96. "¡Viva La Xente Minera!". 1:30. Germán Álvarez: voz.
97. "Tengo De Ir Al Molino". 2:39. Juan Menéndez "Juanín de Mieres": voz.
98. "En La Gaita Traigo Asturias". 2:16. Juan Menéndez "Juanín de Mieres": voz.
99. "Vite Baxar Por El Monte". 2:20. Ramiro Iglesias: voz.
100. "La Danza Prima (I): ¡Ai, Un Galán D'esta Villa!". 2:38. Orfeón de Mieres, Director: Ángel Embil: voz, baile.
101. "La Danza Prima (II): ¡Ai, Un Galán D'esta Villa!". 1:37. Orfeón de Mieres, Director: Ángel Embil: voz, baile.